# Textura (sonido)
Una textura sonora es un sonido compuesto por muchos microeventos, que guardan características estacionarias a lo largo del tiempo. En el artículo Analysis and Synthesis of Sound Textures Los autores establecen las características que debe tener los sonidos para que se consideren texturas sonoras. El timbre no debe tener variaciones abruptas, el ritmo no debe incrementarse o desacelerarse, es decir, que los sonidos que tienen un ataque muy pronunciado no deben considerarse como texturas sonoras. Esta característica de estabilidad a lo largo del tiempo, tiene una connotación semántica muy importante. Este tipo de sonidos en contradicción con el habla o la música no conduce un mensaje directo al receptor. Estos sonidos son parte del ambiente y los humanos los identifican, extrayendo información de ellos para contextualizar el ambiente circundante. Por esto, sonidos naturales como la lluvia, los truenos, el fuego, o el viento, son ejemplos claros de lo que se considera actualmente una textura sonora.